# Attilio Belli
Attilio Belli (Roma, 18 novembre 1937) è un urbanista italiano.
È stato professore di Urbanistica presso l'Università degli Studi di Napoli Federico II: la sua attività è prevalentemente incentrata sulla ricerca teorica nel campo degli studi urbani e della pianificazione, ha coordinato importanti attività di pianificazione a Napoli e in Campania.

## Biografia
Si laurea in architettura a Napoli nel 1964 con una tesi intitolata Analisi e proposte per lo studio del paesaggio industriale.
È stato dal 1988 professore ordinario in Urbanistica. Direttore del Dipartimento di Conservazione dei Beni Architettonici ed Ambientali dell'Università degli Studi di Napoli Federico II dal 1988 al 1993, promuove la creazione del Dipartimento di Urbanistica nel 1996, dirigendolo sino al 2001 e poi dal 2002 al 2008. Coordinatore del dottorato di ricerca in Razionalità e operatività della pianificazione dal 1998 al 2001. Promuove la creazione del corso di laurea in Urbanistica e scienze della pianificazione territoriale e ambientale nel 2002, diventandone presidente.  La sua ricerca è inizialmente rivolta ad approfondire gli studi sul planning scientifico, in una fase in cui l'urbanistica italiana si apre alle scienze sociali e affronta la trattazione dei fenomeni territoriali con l'impiego di modelli logico-matematici. I risultati di questi anni sono raccolti in due volumi: Metodo scientifico e struttura del territorio (in coll. 1968) e Città come sistema, Introduzione all'analisi dei sistemi urbani (1970) in cui ricostruisce la formazione dell'interpretazione sistemica della città e della pianificazione. Tale ricerca impatta negli anni settanta con la forte politicizzazione dei temi urbanistici, con studi sul Mezzogiorno d'Italia – di cui il principale è Potere e territorio nel Mezzogiorno d'Italia durante la ricostruzione 1943-50 (1979) – che si concludono con Il labirinto e l'eresia. La politica urbanistica a Napoli tra emergenza e ingovernabilità (1986). Al termine di questo periodo matura l'interesse, sotto l'influenza foucaultiana, per l'indagine archeologica e la ricerca sulla provenienza del sapere urbanistico.
In Immagini e concetti nel piano (1996) Belli scruta il piano come risultato dell'equilibrio precario di un sapere teorico, una pratica professionale e una regolamentazione istituzionale, inserendosi in quella corrente di riflessione tendente a superare la sudditanza nei confronti della rivoluzione industriale. Il suo impegno più recente, sfociato in Come valore d'ombra.Urbanistica oltre la ragione (2004), è rivolto agli aspetti extrarazionali (immaginazione e emozioni) dell'urbanistica e dei suoi testi.
Consulente del Comune di Napoli per la redazione del PRG del '72, è membro della Commissione Urbanistica del Comune di Napoli nel 1977-90 e componente del comitato scientifico per la creazione del Secondo Ateneo di Napoli nel 1990. Nel 2001 fa parte del gruppo che stende le Linee guida per la politica dell'ambiente e del territorio per conto del Ministero dell'Ambiente. Dal 2002 ha coordinato il comitato scientifico per la redazione del Piano Territoriale della Campania approvato nel 2004.
Negli anni novanta ha partecipato a numerosi programmi di ricerca tra cui il Progetto Rischio Vesuvio nel 1999 e successivamente ha condotto il programma regionale Vesuvia per la mitigazione del rischio vulcanico. È stato coordinatore del comitato scientifico per la redazione del Piano Strategico di Napoli. Socio della Società Italiana degli Urbanisti e dell'Istituto Nazionale di Urbanistica, nel 1975-80 ha fatto parte della redazione della rivista “cittàClasse”. Nel 1994 fonda “Cru–Critica della razionalità urbanistica”, rivista che dirige tutt'oggi con la nuova denominazione "Crios- Critica degli ordinamenti spaziali". È autore di un romanzo Fuoco ai Quartieri spagnoli, pubblicato nel 2010. Nel 2012 ha pubblicato Narrare l'urbanistica alle élite. "Il Mondo" (1949-1966) di fronte alla modernizzazione del Bel Paese, con G. Belli, 2012, dove viene ricostruito il modo del settimanale di raccontare le vicende urbanistiche  italiane degli anni cinquanta-sessanta, intensamente drammatico ma incapace di interpretare i meccanismi di fondo.

## Opere
- Metodo scientifico e struttura del territorio, CNR, Napoli 1968 (in collaborazione)
- Note sulla pianificazione in Campania, Ist. di Composizione, Fac. di Architettura di Napoli, Napoli 1968 (in collaborazione)
- Città come sistema. Introduzione all'analisi dei sistemi urbani, ESI, Napoli 1970
- Territorio e sottosviluppo. Spunti per un'analisi delle trasformazioni territoriali nel Mezzogiorno, Coop. Ed. di Economia e Commercio, Napoli 1973
- Città e territorio: pianificazione e conflitto (curatore), Coop. Ed. di Economia e Commercio, Napoli 1974
- Napoli nella crisi, Coop. Ed. di Economia e Commercio, Napoli 1976
- Potere e territorio nel Mezzogiorno d'Italia durante la ricostruzione 1943-50, Franco Angeli, Milano 1980
- Politiche territoriali e città meridionale (curatore), Franco Angeli, Milano 1980
- Il labirinto e l'eresia. La politica urbanistica a Napoli tra emergenza e ingovernabilità, Franco Angeli, Milano 1986
- Se non ora quando? Napoli tra degrado e sviluppo. Il caso dell'area orientale, Ed. Sintesi, Napoli
- Lo spazio storico dell'industria. Mutamenti e permanenze nell'area orientale di Napoli (curatore), Ed. Graphotronic, Napoli 1989
- Il luogo e la fabbrica. L'impianto siderurgico di Bagnoli e l'espansione occidentale di Napoli (curatore), Ed. Graphotronic, Napoli 1991
- “Alla ricerca del piano perduto”, in Quaderni del Dipartimento di Conservazione dei Beni Architettonici e Ambientali, Napoli 1992
- “Immagini e linguaggio”, in Cru 3, Napoli 1995
- Immagini e concetti nel piano. Inizi dell'urbanistica in Italia, Etaslibri, Milano 1996
- “L'operatività del piano”, in Urbanistica 105, 1996
- (in collaborazione), “Argomentare, narrare, leggere la pianificazione. Provenienze nel linguaggio della pianificazione”, in Cru 7-8, Napoli 1998
- “Introduzione”, in Come fare cose (buone) con parole. Vademecum per il Piano Regolatore di Napoli, Laboratorio Bagnoli del DUN, Napoli 1998
- Il territorio speranza. Politiche territoriali possibili per il Mezzogiorno d'Italia, Alinea Firenze 2002
- "La svolta emozionale e il governo del territorio", in Cru 14, 2003
- Come valore d'ombra. Urbanistica oltre la ragione, Franco Angeli, Milano 2004
- Forme plurime della Pianificazione Regionale, Franco Angeli Milano 2008, con A. Mesolella
- Fuoco ai Quartieri spagnoli, Tullio Pironti editore, Napoli 2010, su tulliopironti.it.
- con G. Belli, Narrare l'urbanistica alle élite. «Il Mondo» (1949-1966) di fronte alla modernizzazione del Bel Paese, Franco Angeli Milano 2012, su francoangeli.it.
- Da Mao a Tao. Speravamo qualcosa di meglio, Guaraldi, Rimini 2014, su guaraldi.it (archiviato dall'url originale il 14 luglio 2014).
- Spazio, differenza e ospitalitá.La città oltre Henri Lefebvre, Carocci, 2014, su carocci.it.